# Băile Herculane
Băile Herculane (latin: Aqua Herculis; tysk: Herkulesbad; ungarsk: Herkulesfürdő; , tyrkisk: Lazarethane) er en kurby i den historiske region Banatet i Rumænien. Den ligger i en højde af 168 meter, i distriktet Caraș-Severin, i Cerna-floddalen, mellem Mehedinți-bjergene mod øst og Cerna-bjergene mod vest. Byens nuværende befolkningstal er ca. 3.787 (2021). Byen administrerer en landsby, Pecinișca (ungarsk: Pecsenyeska}; fra 1912 til 1918 Csernabesenyő).

## Historie
Kurbyen Băile Herculane har en lang historie. Talrige arkæologiske fund viser, at området har været beboet siden ældste stenalder. Peștera Hoților (Tyvenes hule), indeholder flere niveauer, herunder et fra moustérien-perioden, et fra ældre stenalder-perioden (Mesolitikum) og flere fra den senere Yngre stenalder (Neolithicum).
Legenden fortæller, at den trætte Herkules gjorde holdt i dalen for at bade og hvile sig. Udgravede stenhuggerier viser, at besøgende romerske aristokrater gjorde byen til et romersk rekreationscenter. Man har fundet seks statuer af Herkules fra den tid. En bronzekopi af en af dem, støbt i 1874, står som et vartegn i byens centrum.
Østrigske og Osmanniske tropper stødte sammen her efter den osmanniske sejr i slaget ved Mehadia den 30. august 1788. Osmannerne vandt slaget, indtog byen den 7. september 1788 og rykkede frem mod Caransebeş. Den blev generobret af østrigerne i slutningen af september 1789.

## Galleri
- Byen i 1824
- Byen omkring 1900
- Byen omkring1900
- Rumænsk frimærke med Hotel Roman
- Hovedvejen gennem kurbyen
- Spa
- Statue af Herkules
- Hercules Square
- Cerna Hotel, grundlagt i 1936
- Roman Hotel
- Casino
- Romersk-katolsk kirke
- Jernbanestation
- Indgang til hulerne